# Hans Hofer (herec)
Hans Hofer, vlastním jménem Hanuš Schulhof (12. dubna 1907 Praha, Rakousko-Uhersko – 26. dubna 1973 Rostock, NDR) byl česko-rakouský herec a režisér kabaretů židovského původu.

## Život
Kabaretu se začal Hofer věnovat už od mládí, kdy vystupoval v kabaretech ve Vídni a také v Československu, například v Praze či Teplicích. V roce 1924 se usadil v Rakousku, ale po anšlusu v březnu 1938 odešel se svojí ženou Lisl Steinitz, subretou a kabaretní umělkyní, zpátky do Prahy.
Koncem července 1942 byl Hofer deportován do Terezína. Tam založil vlastní německý kabaret, který patřil mezi nejoblíbenější soubory v ghettu. V jeho představeních se míchaly parodické scénky z běžného života v Terezínském ghettu a operetní árie. Spolu s Karlem Švenkem patřil mezi vůdčí představitele kulturního života v koncentračním táboře. Na podzim 1942 se Hofer dokonce objevil v krátkém filmu Ireny Dodalové Theresienstadt 1942.
Kromě toho se Hofer věnoval také režii. Německý soubor pod jeho vedením nastudoval například úspěšné operetní představení Netopýr od Johanna Strausse mladšího či Hra na zámku od Ference Molnára, aj.

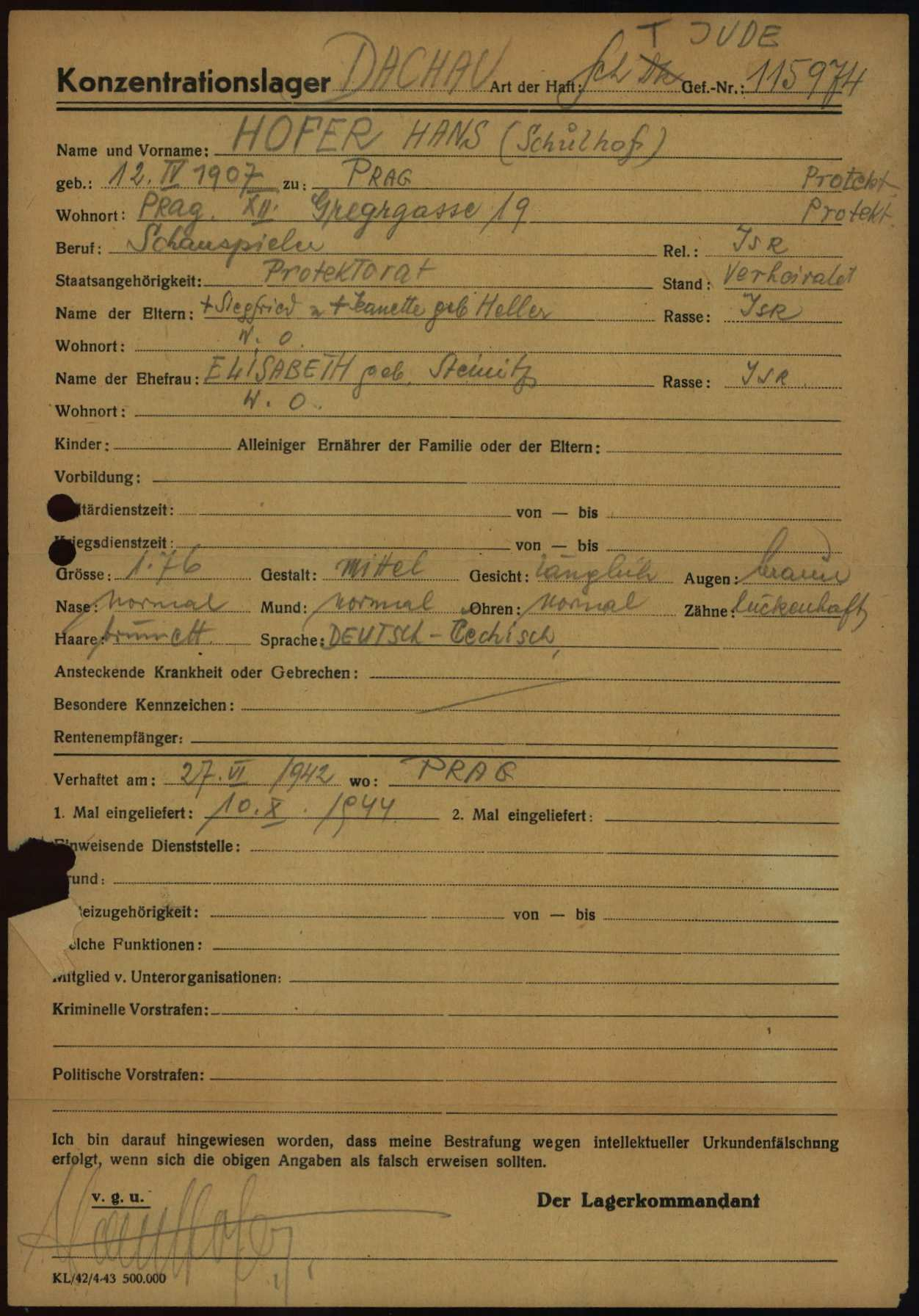
Registrační formulář Hanse Hofera jako vězně v koncentračním táboře Dachau

Na podzim roku 1944 byl Hofer se svoji ženou rozdělen. Lisl Steinitz zůstala v Terezíně, zatímco Hans byl deportován do Osvětimi. O dva týdny později byl přesunut do Koncentračního tábora Dachau, kde se v dubnu 1945 dočkal osvobození. Po válce se spolu se svoji ženou opět nakrátko usadili v Praze. V roce 1947 si dokonce zahrál v československé veselohře Nevíte o bytě?. V šedesátých letech se však odstěhovali do východoněmeckého Rostocku, kde účinkovai v místním Lidovém divadle.